# Drapeau de la Frise
Le drapeau de la Frise ou drapeau frison (en néerlandais, Friese vlag ou vlag van Friesland ; en frison, Fryske Flagge) est le drapeau officiel de la province néerlandaise de la Frise.
Il présente quatre bandes bleues séparées par trois bandes blanches disposées en diagonale, et, dans les bandes blanches, sept pompeblêden (nl) (feuilles de nénuphar jaune,) qui peuvent ressembler à des cœurs, mais qui, selon les instructions officielles, « ne doivent pas ressembler à des cœurs ». Les maillots des joueurs du club de football Sportclub Heerenveen et de l'orchestre Blauhúster Dakkapel (nl) utilisent ce drapeau comme motif.

## Symbolisme
Les sept pompeblêden font allusion aux pays maritimes de la Frise, une série de contrées médiévales situées le long de la côte d'Alkmaar jusqu'au Weser qui se sont alliés pour se défendre contre les Vikings. Il n'y a jamais eu précisément sept chefs distincts, mais ce nombre de sept est à prendre au sens de « beaucoup ». Cependant, selon certaines sources, il y aurait eu sept territoires frisons : la Frise occidentale, Westergo, Eastergo, Hunsingo, Fivelingo, Emsingo et Jeverland (en).
Les pompeblêden sont utilisés dans d'autres drapeaux connexes, comme celui de l'Ommelanden, dans la province voisine du Groningue, une zone historiquement frisonne, et dans un projet de drapeau pan-frison proposé par projet de Frise drapeau mis en avant par le Groep fan Auwerk (en).

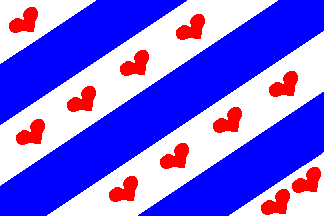
Drapeau de l'Ommelanden
Drapeau pan-frison (non officiel)
Drapeau du "Interfriese Raad" (2006)

## Histoire
Un drapeau avec plusieurs pompeblêden est décrit dans la Chanson de Gudrun, un poème épique en haut allemand du XIIIe siècle, mais ce motif dénote une influence scandinave. Environ mille deux cents armoiries scandinaves montrent de nombreuses traces de nénuphars et de cœurs, souvent associés à des lions.
Un recueil héraldique du XVe siècle présente deux armoriaux qui sont issus d'un troisième plus ancien : une armoirie montrant un lion avec sept pompeblêden qui se transformèrent au fil du temps en billettes, l'autre montrant des bras avec les sept pompeblêden, actuellement représentés sur les bandes. 
Le design actuel est officiellement approuvé en 1897 et fut utilisé par le gouvernement provincial pour la première fois en 1927.